# 阿迪瓦西
阿迪瓦西指的是印度東部、中部、西部和南部部落族群的通称。 該詞是1930年代由政治活動家創造的梵語詞，用來表示一些部落人民擁有原住民血統，進而賦予這些部落人民原住民身份。 該詞也用於少數民族，例如孟加拉國的 Chakmas、尼泊爾的 Adivasi Janjati 和斯里蘭卡的 Vedda。 印度憲法沒有使用 Adivasi 這個詞，而是指在冊部落和 Janjati。 印度政府並未正式承認部落為原住民。 該國批准了國際勞工組織 (ILO) 關於聯合國原住民和部落人民的第 107 號公約 (1957)，並拒絕簽署國際勞工組織第 169 號公約。 根據印度憲法規定，這些群體中的大多數都包含在在冊部落類別中。

Percent of scheduled tribes in India by tehsils by census 2011

他們是印度和孟加拉國的少數民族人口，佔印度人口的 8.6% 和孟加拉國人口的 1.1%，根據 2011 年人口普查，印度有 1.042 億人，根據 2010 年人口普查估計，孟加拉國有 200 萬人。 Adivasi社會在以下地區特別顯著：特倫甘納邦、安得拉邦、恰蒂斯加爾邦、古吉拉特邦、賈坎德邦、中央邦、馬哈拉施特拉邦、奧里薩邦、拉賈斯坦邦、西孟加拉邦和印度東北部，以及安達曼-尼科巴群島，以及費尼縣、科格拉焦里縣、班達爾班、蘭加馬蒂，還有科克斯巴扎爾。
儘管自稱是印度的原始居民之一，但許多現代原住民社區是在印度河谷文明衰落之後形成的，擁有來自古代狩獵採集者、印度河谷文明、印度雅利安人、南亞語系使用者和藏緬語族使用者。 蒙達語族使用者的祖先大約在 4000至3500 年前自東南亞移民而來。
部落語言可分為七個語言分組，即安達曼語系、南亞語系、達羅毗荼語系、印度-雅利安語支、尼哈利語、漢藏語系、壯侗語系。
印度東部、中部、西部和南部的部落使用政治上斷言之措辭 Adivasi，而印度東北部的部落使用“部落”或“在冊部落”，且不使用“Adivasi”。 Adivasi 研究是一個新的學術領域，借鑒了考古學、人類學、農業史、環境史、屬下研究、原住民研究和發展經濟學。 它增加了針對印度相關脈絡的辯論。